# Robert H. Goddard House
La Robert H. Goddard House est une maison américaine située près de Roswell, dans le comté de Chaves, au Nouveau-Mexique. Construite en 1908, elle a été le domicile de Robert Goddard de 1930 à 1932 puis de 1934 à 1942. De style Pueblo Revival, elle est inscrite au New Mexico State Register of Cultural Properties depuis le 8 juin 1984 ainsi qu'au Registre national des lieux historiques depuis le 15 juillet 1988.